# ポーリン温泉

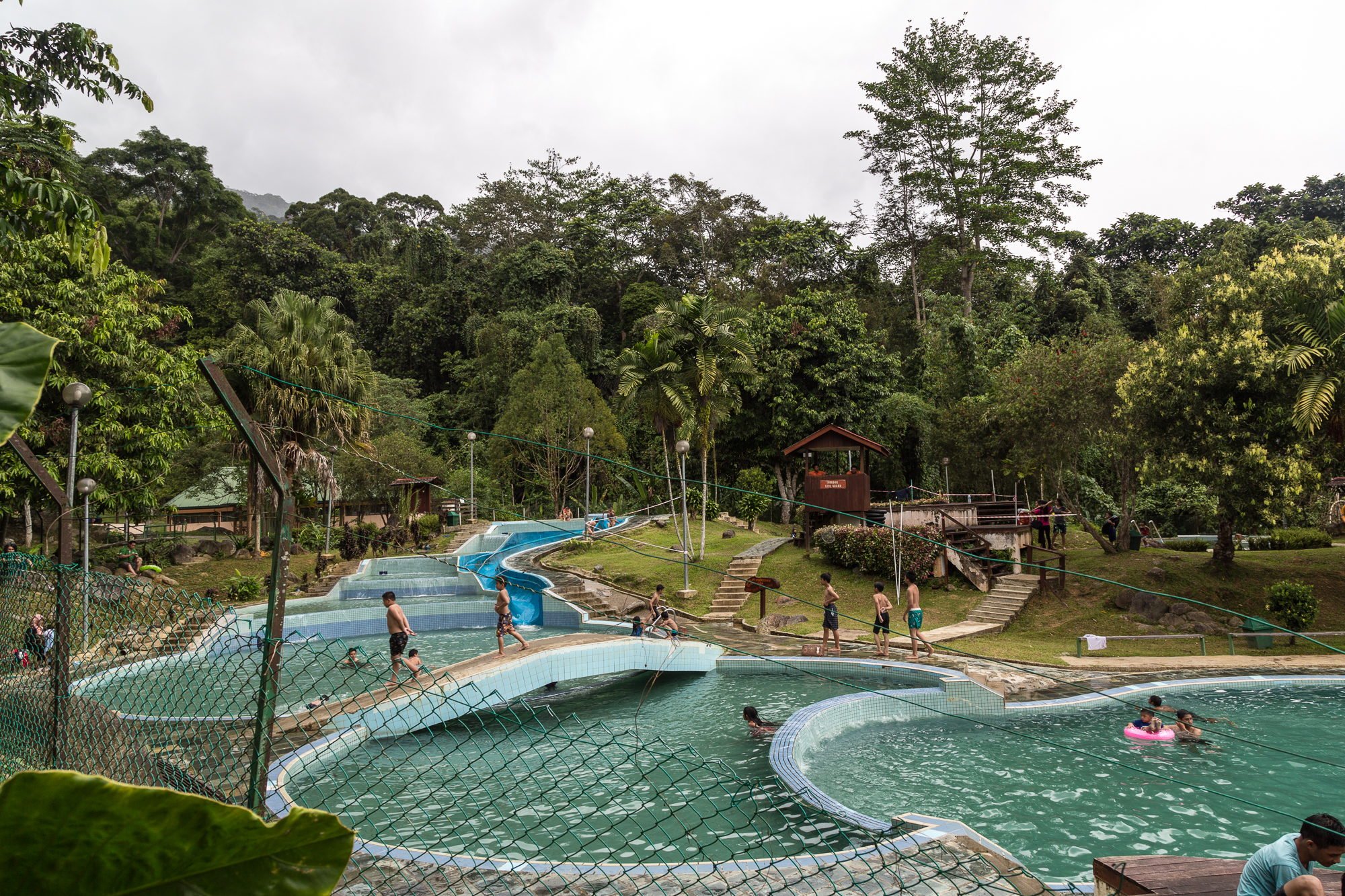
ポーリン温泉（2013年）

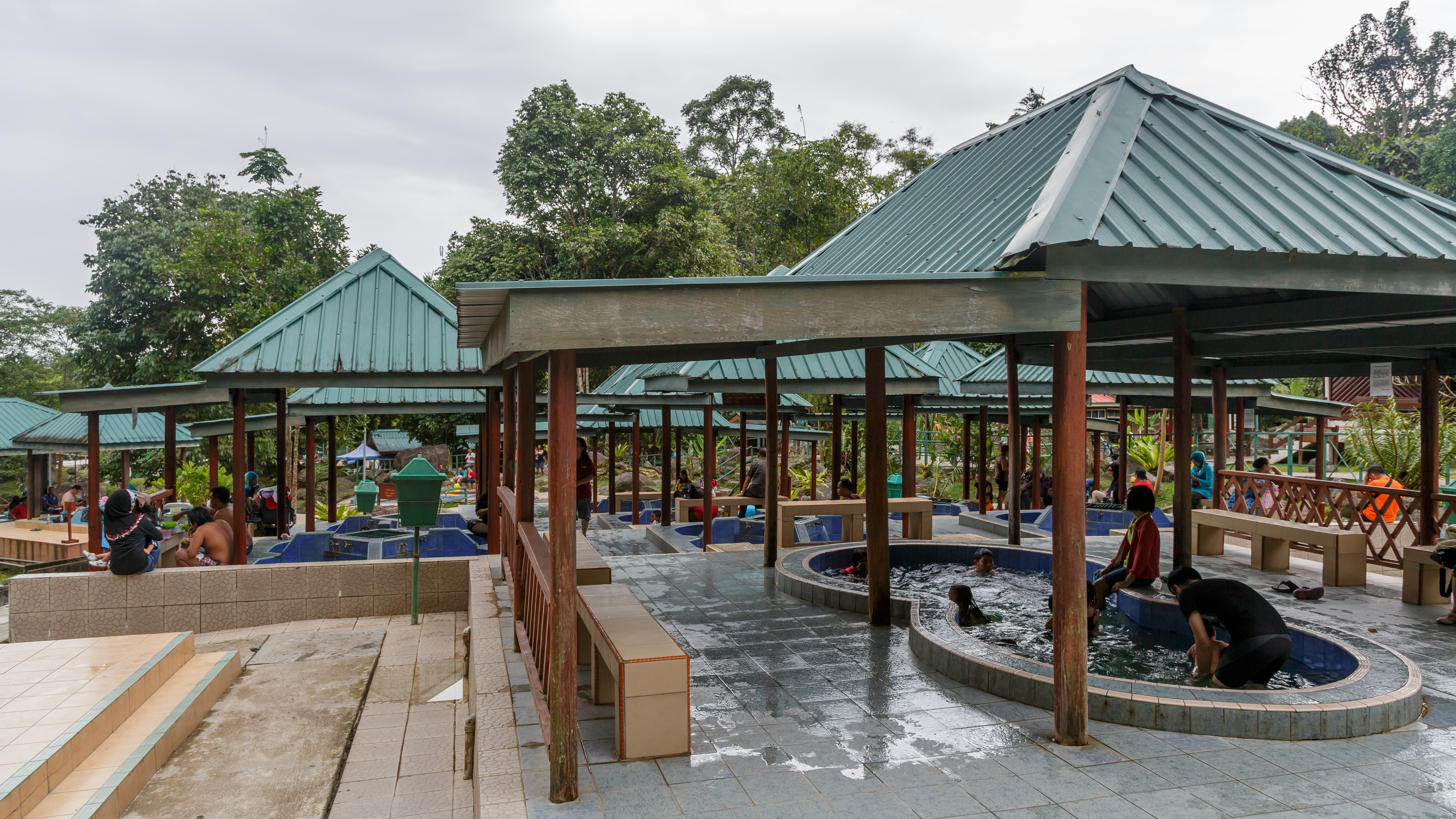
ポーリン温泉

ポーリン温泉（ポーリンおんせん、英語: Poring Hot Spring〈PHS〉、マレー語: Kolam Air Panas Poring）は、マレーシアのボルネオ島サバ州、キナバル自然公園にある温泉。ポーリン温泉・自然保護区（英語: Poring Hot Spring & Nature Reserve）。

## 概要
ポーリンとは、カダザン・ドゥスン族（ドゥスン族）の言葉で「竹」の意味である。コタ・キナバルの北東のジャングルの中にある。キナバル山の東側、標高約400メートルから500メートルにあり、キナバル自然公園の東の境界付近に位置する。公園本部（英: Park Headquarters; Park H.Q.〈PHQ〉) からは、およそ40キロメートルの距離にあり、近くにスグッド川 (Sungai Sugut) が流れる。
もともと地元では「熱湯が噴出する恐ろしい所」とされていたが、太平洋戦争中にボルネオ島を占領していた大日本帝国軍の手により掘削、開発された。温泉好きの日本人と違い、現地住民には温泉入浴の習慣がなかったために、大日本帝国軍撤退後は放置されていたが、1970年代から整備が進められ、現在はキナバル自然公園の一部として多くの観光客が訪れる。
庭園風に整備された施設内には、屋内個室風呂のほかプールや露天風呂がある。水着着用。露天風呂も複数の小さな浴槽に分かれている。1つのグループに1つの浴槽が使用できる。使用前に自分で温泉と水の混合を調整して浸かる。
キナバル山登山ツアーとのセットでこの温泉に訪れるトレッカーも多い。周囲にはロッジやキャンプ場がある。

## 泉質
- 硫黄泉[2]。
  - 源泉温度49-60度[2]。

## 周辺施設

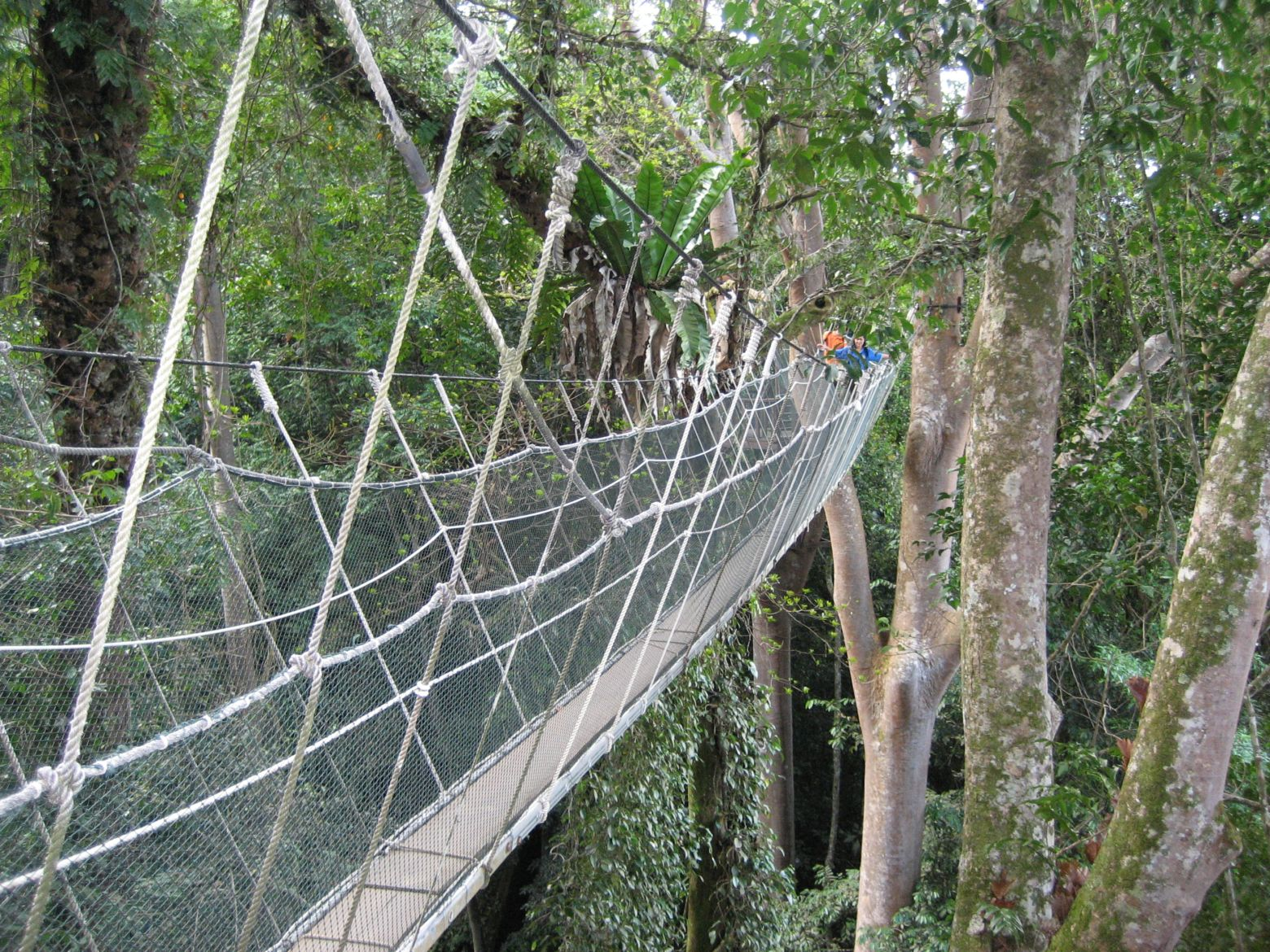
キャノピー・ウォークウェイ

熱帯雨林のジャングル内に自然観察路（トレイル、英: trails）が設置されている。1990年には、山腹に地上30メートル以上 (43m) の林冠部を渡す吊橋、キャノピー・ウォークウェイ（英: canopy walkway、延長158メートル）が設置された。また、温泉のあるジャングルは、世界最大の花ともいわれるラフレシアの自生地帯でもあり、ラフレシア探索ツアーも催されている。

## アクセス
- コタ・キナバルから車で2時間から2時間半。